# Sympathie des horloges
Pour les articles homonymes, voir Sympathie.

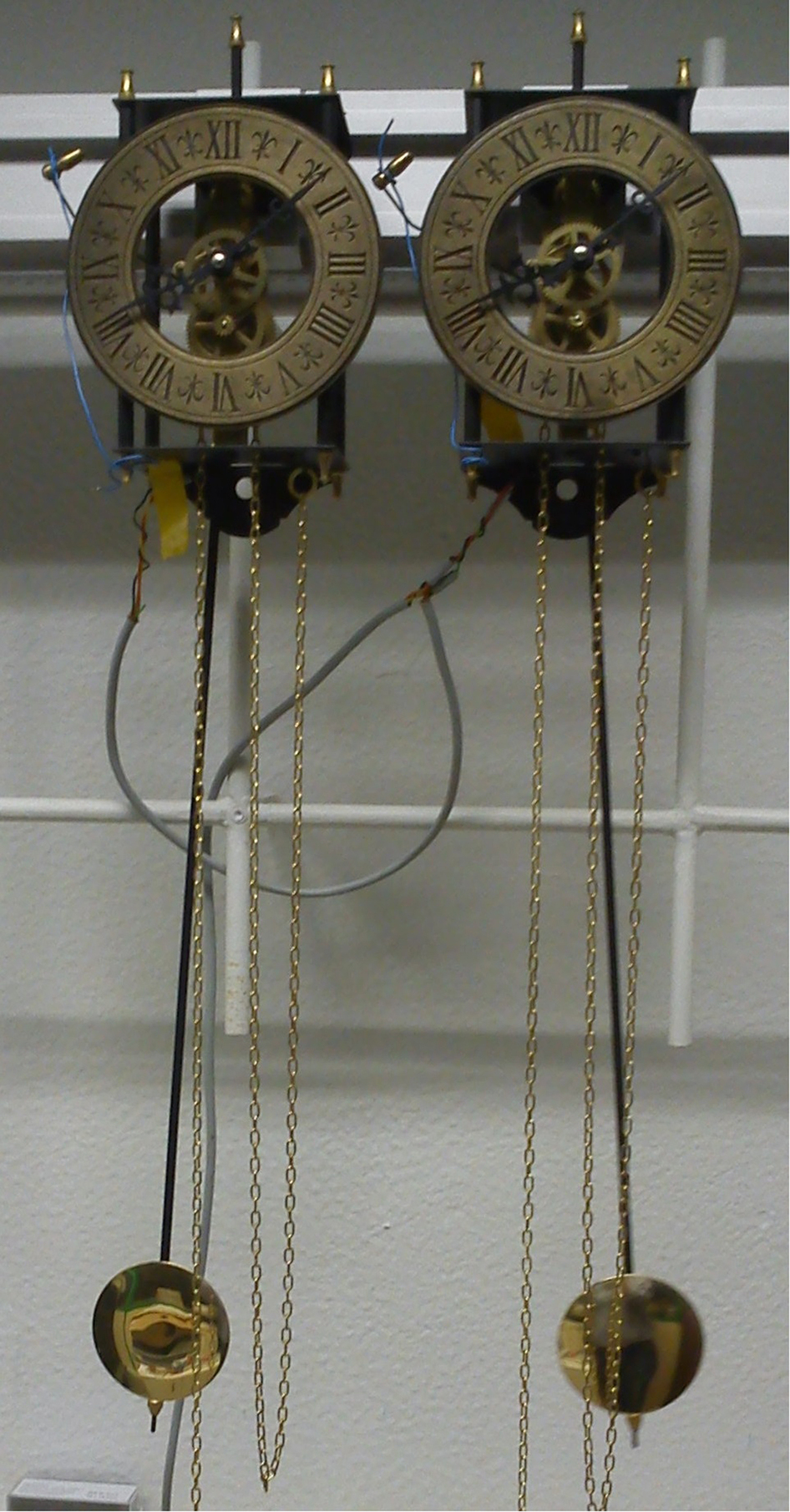
Deux pendules voisines pendant une expérience visant à reproduire la sympathie des horloges observée par Christian Huygens.

La sympathie des horloges est un phénomène physique qui conduit à la synchronisation de deux pendules placées à peu de distance.
Découvert en 1665 par Huygens, le phénomène est resté longtemps mal expliqué. Sa modélisation faisant appel à des notions de mécanique du chaos, une explication complète n'a été proposée qu'au début du XXIe siècle.

## Histoire
En 1665, Christian Huygens se penche sur le problème de la mesure de la longitude. Il associe deux horloges à pendule identiques afin d'avoir une redondance susceptible de garantir fiabilité et précision. Une maladie le clouant ensuite au lit, il découvre que les deux pendules identiques placés l'un à côté de l'autre battent en opposition. Si l'on perturbe ce synchronisme, le couplage reprend ses droits environ trente minutes plus tard. Il décrit le phénomène dans la correspondance avec son père, et en fait part à son ami René-François de Sluse, qualifiant de « sympathie » le lien entre les deux horloges. Huygens attribue initialement ce synchronisme au déplacement des masses d'air puis, analysant expérimentalement le phénomène en accrochant ses pendules à une barre en bois, il l’explique par la transmission des efforts dans leur châssis commun, bien qu'il l'ait conçu pour être rigide et qu'il l'ait lourdement lesté.

« Ce qu'ayant fort admiré quelque temps j'ay enfin trouvé que cela arrivoit par une espèce de sympathie : en sorte que faisant battre les pendules par des coups entremeslez ; j'ay trouvé que dans une demieheure de temps, elles se remettoient tousiours a la consonance, et la gardoient par apres, constamment, aussi longtemps que je les laissois aller. Je les ay ensuite eloignées l'une de l'autre, en pendant l'une à un bout de la chambre et l'autre à quinze pieds de là : et alors j'ay vu qu'en un jour il y avoit 5 secondes de difference et que par consequent leur accord n'estoit venu auparavant, que de quelque sympathie. »

— Journal des Sçavans du Lundy 16 Mars 1665. Oeuvres de Christiaan HUYGENS, Tome V. p. 244.
Ainsi que 

« J'ay ainsi trouvé que la cause de la sympathie... ne provient pas du mouvement de l'air mais du petit branslement, du quel estant tout a fait insensible je ne m'estois par apperceu alors. Vous scaurez donc que nos 2 horologes chacune attachée a un baston de 3 pouces en quarré, et long de 4 pieds estoient appuiées sur les 2 mesmes chaises, distantes de 3 pieds. Ce qu'estant, et les chaises estant capables du moindre mouvement, je demonstre que necessairement les pendules doivent arriver bientost à la consonance et ne s'en departir apres, et que les coups doivent aller en se rencontrant et non pas paralleles, comme l'experience desja l'avoit fait veoir. Estant venu a la dite consonance les chaises ne se meuvent plus mais empeschent seulement les horologes de s'écarter par ce qu'aussi tost qu'ils tachent a le faire ce pelit mouvement les remet comme auparavant. 
Letter to MORAY of March 6th 1665. Oeuvres, T. V. p. 256. »

— Lettre à MORAY du 6 Mars 1665. Œuvres, Tome V. p. 256.
Les deux citations, relevées par Diederik Korteweg, montrent les efforts expérimentaux entrepris par Huygens.

## Explication moderne du phénomène
Ce phénomène est longtemps demeuré mal expliqué. En 2015,  350 ans plus tard, une étude scientifique reprend les écrits de Huygens pour reproduire plus exactement le phénomène. Celui-ci s'avère parfaitement reproductible. L'étude confirme le constat et l'intuition de Huygens : le synchronisme est bien transmis par le support commun aux deux pendules. Quand il est très lourd et rigide, les horloges retrouvent leur indépendance. Quand il est léger, la synchronisation est si forte que l'une, voire les deux horloges finissent par s'arrêter,.
En revanche, la compréhension exacte du phénomène se révèle beaucoup plus difficile. Les calculs font appel à des équations non linéaires. La modélisation du système fait appel à la théorie du chaos : le système constitué des deux pendules et de leur liaison est un système chaotique déterministe, c'est-à-dire qu'il évolue vers une configuration stable dans laquelle le battement en opposition des deux balanciers est le seul (avec l’immobilité) capable de stabiliser la liaison entre eux. Dans le cas d'horloge fixées à un mur, l'effort se transmet sous la forme de très faibles ondes sonores, qui peuvent être appréhendées, en mécanique du chaos, comme des solitons.